# Romanthony
Romanthony (eigentlich: Anthony Wayne Moore; * 5. September 1967 in New Jersey; † 7. Mai 2013 in Austin) war ein US-amerikanischer Sänger, DJ und Musikproduzent. Hohe Bekanntheit erhielt er als Sänger bei Daft Punks Clubhit One More Time (2001).
Ab Anfang der 1990er Jahre veröffentlichte er House-Produktionen bei seinem Label Black Male Records und später auch bei anderen internationalen Labels wie Roulé, Play It Again Sam und Glasgow Underground Recordings. Sein Debütalbum Romanworld machte ihn 1996 noch bekannter, unter anderem bei der französischen Band Daft Punk. Auf deren 2001er Album Discovery steuerte er die Gesänge bei den Titeln One More Time und Too Long bei.
Zuletzt veröffentlichte Romanthony den Song 2Nite4U zusammen mit Kris Menace auf dessen Album Features.
Er starb im Alter von 45 Jahren an einer Nierenerkrankung.

## Diskografie (Alben)
- Romanworld (1996)
- Instinctual (1999) (mit DJ Predator)
- Live in the Mix (1999)
- R.Hide in Plain Site (2000)